# Boom (film 2003)
Boom è un film del 2003 diretto da Kaizad Gustad, prodotto dalla moglie di Jackie Shroff, Ayesha Shroff, e interpretato da Amitabh Bachchan, Jackie Shroff, Gulshan Grover, Padma Lakshmi, Madhu Sapre, Zeenat Aman e Katrina Kaif.

## Trama
Anu Gaekwad, Sheila Bardez e Rina Kaif sono tre dei migliori modelli indiani e partecipano ad una sfilata di moda ospitata da una prestigiosa marca di gioielli di diamanti. Durante la sfilata, uno degli altri modelli fa lo sgambetto ad Anu che cade facendosi molto male. Ben presto inizia tra i modelli una vera e propria lotta interrotta unicamente dal furto di centinaia di diamanti. Poiché i diamanti appartenevano a dei gangster che ritengono i tre in parte responsabile dell'accaduto, Anu, Sheila e Rina dovranno mettersi sulle tracce dei gioielli e riportarli ai legittimi proprietari.

## Produzione
Boom è il primo film interpretato da Katrina Kaif, che all'ultimo minuto ha sostituito la modella Meghna Reddy.

## Colonna sonora
Secondo il sito indiano Box Office India, con circa 13.000 unità vendute, l'album con la colonna sonora del film è stato il decimo album più venduto dell'anno.

### Tracce
1. Ila Arun – Boom
2. Labh Janjua – Mundian To Bach Ke
3. Jay Sean, Juggi D. – Nachna Tere Naal (Dance With You)
4. Groove Armanda, Gram'ma Funk – I See You Baby
5. Sukhwinder Singh, Sowmya Raoh – Dope The Pope
6. The Dum Dum Project – Punjabi 5-0
7. Ravi Singh – Zindabad
8. Sowmya Raoh – Ramp-age
9. D'Caro – Nuttin Happen
10. Sonu Kakkar, Sunitha Sarathy – Seduction Saavariya
11. Sandeep Chowta – Two Dons and a Bitch
12. D'Caro – It's Safe
13. Sandeep Chowta – The Crawford Market Feeling
14. Jez Humble – Bhavani Dayani
15. Ila Arun – Boom (Dat Guy Remix)

## Accoglienza
Il film è andato male ai botteghini.